# Conura scutellaris
Conura scutellaris is een vliesvleugelig insect uit de familie bronswespen (Chalcididae). De wetenschappelijke naam is voor het eerst geldig gepubliceerd in 1865 door Cresson.